# Larry Williams
Lawrence Edward Williams (New Orleans, 10 mei 1935 – Los Angeles, 7 januari 1980) was een Amerikaanse rhythm-and-blues- en rock-'n-roll-zanger, liedjesschrijver, muziekproducent en pianist. Williams is vooral bekend door een paar rock-'n-roll-nummers uit de jaren 1957-1959, die tot de klassiekers in het genre behoren: Short fat Fannie, Bony Moronie, Slow down, Dizzy Miss Lizzy, Bad boy en She said yeah, allemaal op Specialty Records. Afgezien van She said yeah had hij al deze nummers zelf geschreven. Larry Williams was populair bij de popgroepen van de Britse invasie. Zo namen The Rolling Stones en The Animals She said yeah op en The Who Bony Moronie. The Beatles namen zelfs drie van zijn liedjes op: Slow down, Dizzy Miss Lizzy en Bad boy.
Williams was vooral in zijn Specialty-tijd een succesvol zanger. In de jaren zestig van de 20e eeuw was hij een succesvol muziekproducent. Zijn carrière werd echter ook getekend door geweldsincidenten en druggebruik. Hij was lange tijd bevriend met Little Richard.

## Carrière
Williams leerde op jonge leeftijd al pianospelen. In zijn tienerjaren verhuisde zijn  familie naar Oakland (Californië). Daar werd hij lid van The Lemon Drops, een plaatselijke rhythm-and-bluesgroep. In 1954 keerde Williams terug naar New Orleans, waar hij als huisknecht in dienst trad bij zijn neef Lloyd Price. Via Price leerde hij andere mensen in de muziekwereld kennen, zoals Little Richard, met wie hij bevriend raakte, Robert Blackwell, de producer, en Art Rupe, de eigenaar van Specialty Records. Art Rupe sloot met Williams een platencontract af.
In 1957 stopte Little Richard, Specialty’s topartiest, met zijn zangcarrière om dominee te worden bij de Zevendedagsadventisten. Specialty zag Williams als zijn opvolger. Williams had de rauwe stem, de harde uithalen en het opzwepende pianospel met Little Richard gemeen, maar hij maakte de verwachtingen toch niet helemaal waar. Hij haalde slechts viermaal de Billboard Hot 100, waarvan één keer de top tien, met Short fat Fannie, een parodie op Little Richards Long tall Sally.
Na 1957 bleef Williams platen opnemen, maar het succes was voorbij. In 1959 werd hij gearresteerd voor de handel in drugs. Hij werd veroordeeld tot een gevangenisstraf van drie jaar. Specialty zegde het platencontract op.
Halverwege de jaren zestig werd Williams weer actief, nu voor het platenmerk Okeh. Hij vormde een duo met Johnny ‘Guitar’ Watson, dat zich liet begeleiden door een wisselend gezelschap musici. Mercy, mercy, mercy werd met een 96e plaats in de Billboard Hot 100 een klein hitje. Daarnaast trad hij op als muziekproducent. Hij produceerde ook twee albums van Little Richard, die weer platen was gaan maken: The explosive Little Richard en Little Richard's greatest hits: Recorded live!, en ook de single Poor dog (who can't wag his own tail) van 1966.
Tussen 1968 en 1978 maakte Williams geen platen meer en trad hij nauwelijks meer op. In 1977 dreigde hij zijn oude vriend Little Richard te vermoorden omdat die een partij door Williams geleverde cocaïne niet had betaald. Het geschil werd in der minne geschikt doordat Richard betaalde; het voorval droeg ertoe bij dat hij opnieuw stopte met de popmuziek en terugging naar zijn kerk.
Williams werd in 1980 op 44-jarige leeftijd dood gevonden in zijn huis in Los Angeles. Hij was door het hoofd geschoten. De autoriteiten kwamen ten slotte tot de conclusie dat het zelfmoord was geweest, maar de geruchten dat Willams’ dood een afrekening was binnen het milieu van drugshandel en naar verluidt ook prostitutie waarin hij verkeerde, zijn altijd gebleven.
In 2014 werd Williams postuum opgenomen in de Louisiana Music Hall of Fame. Bony Moronie staat op de lijst van de ‘500 Songs that Shaped Rock and Roll’ van de Rock and Roll Hall of Fame.

## Discografie

### Singles
| Uitgebracht    | Voorkant/ Achterkant                                                             | Hoogste notering Billboard Hot 100 | Hoogste notering R&B chart | Hoogste notering UK Singles Chart |
| -------------- | -------------------------------------------------------------------------------- | ---------------------------------- | -------------------------- | --------------------------------- |
| Februari 1957  | Just because/ Let me tell you, baby                                              | –                                  | 11                         | –                                 |
| Mei 1957       | Short fat Fannie/ High school dance                                              | 5                                  | 1                          | 21                                |
| Oktober 1957   | Bony Moronie/ You bug me, baby                                                   | 14 45                              | 4                          | 11                                |
| Februari 1958  | Dizzy Miss Lizzy/ Slow down                                                      | 69                                 | –                          | –                                 |
| Juni 1958      | Hootchy-Koo/ The dummy                                                           | –                                  | –                          | –                                 |
| September 1958 | Peaches and cream/ I was a fool                                                  | –                                  | –                          | –                                 |
| Januari 1959   | She said yeah/ Bad boy                                                           | –                                  | –                          | –                                 |
| April 1959     | Steal a little kiss/ I can't stop lovin' you                                     | –                                  | –                          | –                                 |
| Augustus 1959  | My baby's got soul/ Everyday I wonder                                            | –                                  | –                          | –                                 |
| Oktober 1959   | Teardrops/ Give me love                                                          | –                                  | –                          | –                                 |
| December 1959  | Baby, baby/ Get ready                                                            | –                                  | –                          | –                                 |
| Februari 1960  | Ting-a-ling/ Little school girl                                                  | –                                  | –                          | –                                 |
| Juli 1960      | I wanna know/ Like a gentleman oughta                                            | –                                  | –                          | –                                 |
| Augustus 1960  | I hear my baby/ Oh baby                                                          | –                                  | –                          | –                                 |
| Oktober 1961   | Fresh out of tears/ Lawdy mama                                                   | –                                  | –                          | –                                 |
| Juli 1963      | Woman/ Can't help myself                                                         | –                                  | –                          | –                                 |
| 1965           | Beatle time (Part 1)/ Beatle time (Part 2)                                       | –                                  | –                          | –                                 |
| December 1965  | Boss lovin'/ Call on me                                                          | –                                  | –                          | –                                 |
| April 1966     | Boss lovin'/ Call on me                                                          | –                                  | –                          | –                                 |
| September 1966 | I'd rather fight than switch/ This old heart (is so lonely)                      | –                                  | –                          | –                                 |
| Februari 1967  | Mercy, mercy, mercy/ A quitter never wins                                        | 96                                 | 23                         | –                                 |
| April 1967     | I am the one/ You ask for one good reason                                        | –                                  | –                          | –                                 |
| Mei 1967       | Two for the price of one/ Too late                                               | –                                  | –                          | –                                 |
| September 1967 | Just because/ Boss lovin'                                                        | –                                  | –                          | –                                 |
| November 1967  | Nobody/ Find yourself someone to love                                            | –                                  | 40                         | –                                 |
| Augustus 1968  | Shake your body girl/ Love, I can't seem to find it                              | –                                  | –                          | –                                 |
| November 1968  | Wake up (Nothing comes to a sleeper, but a dream)/ Love, I can't seem to find it | –                                  | –                          | –                                 |
| Juli 1969      | Can't find no substitute for love/ I could love you baby                         | –                                  | –                          | –                                 |
| December 1977  | One thing or the other, Part I/ One thing or the other, Part II                  | –                                  | –                          | –                                 |

### Langspeelplaten
- 1959: Here's Larry Williams (Specialty Records)
- 1964: The Larry Williams Show featuring Johnny ‘Guitar’ Watson (Edsel Records)
- 1965: Larry Williams on stage! Recorded live (Sue Records)
- 1967: Two for the price of one (met Johnny ‘Guitar’ Watson) (Okeh Records)
- 1967: Larry Williams' Greatest Hits (Okeh Records, opnieuw opgenomen Specialty-hits)
- 1978: That Larry Williams (Fantasy Records)[12]

### Verzamelalbums (selectie)
- 1984: Larry Williams' Specialty hits (Specialty Records, boxset van zes singles)
- 1985: Dizzy Miss Lizzy (Ace Records)
- 1985: The very best of Larry Williams (One Day Records, dubbel-cd)

- Biblioteca Nacional de España: XX1570370
- Bibliothèque nationale de France: cb13901194t (data)
- Gemeinsame Normdatei: 1177927543
- International Standard Name Identifier: 0000 0001 0785 1455
- Library of Congress Control Number: n94046235
- MusicBrainz: 78926ef1-69ee-4a37-9379-e55e6ca14928
- Nationale Bibliotheek van Tsjechië: xx0119274
- Nationale Bibliotheek van Israël: 987007399320505171
- Système universitaire de documentation: 159835690
- Trove: 1051164
- Virtual International Authority File: 87293375
- WorldCat: E39PBJfGW6Cwv993Y4T7cqwHmd